# Умершие в апреле 1945 года
Это список известных людей, соответствующих установленным критериям значимости (см. Википедия:Критерии значимости персоналий), умерших в апреле 1945 года.
Причина смерти указывается лишь в исключительных случаях (убийство, самоубийство, гибель в результате военных действий, смертная казнь, ДТП или несчастные случаи). В остальных случаях — не указывается.

## 1 апреля
- Алексей Гусько (19) — Герой Советского Союза.
- Михаил Потёмкин (27) — Герой Советского Союза.
- Василий Рыжаков — Герой Советского Союза.
- Алексей Симоненко — Герой Советского Союза.
- Фёдор Спехов (40) — Герой Советского Союза.

## 2 апреля
- Сергей Балухатый (52) — советский литературовед, библиограф, член-корреспондент АН СССР.
- Николай Капустников (22) — Герой Советского Союза.
- Алексей Никиткин (22) — Герой Советского Союза.
- Борис Опрокиднев (23) — Герой Советского Союза.
- Николай Савенков (25) — Герой Советского Союза.

## 3 апреля
- Василий Богатырёв (23) — Герой Советского Союза.
- Георгий Бондарь (34) — Герой Советского Союза.
- Лев Захаров (22) — Герой Советского Союза.
- Пётр Орлов (22) — Герой Советского Союза.

## 4 апреля
- Виталий Микрюков (21) — Герой Советского Союза.

## 5 апреля
- Кох, Карл Отто (47) — штандартенфюрер СС, первый комендант нацистского концентрационного лагеря Бухенвальд (с 1937 по 1941 годы), а позже комендант лагеря Майданек в Люблине; расстрелян.
- Квасов, Иван Иванович (22) — Герой Советского Союза.
- Тысячник, Андрей Антонович (33) — Герой Советского Союза.
- Фокин, Григорий Николаевич (40) — Герой Советского Союза.

## 6 апреля
- Артемьев, Тимофей Никифорович (32) — Герой Советского Союза.
- Вайда, Степан Николаевич (23) — Герой Советского Союза.
- Жалдак, Фёдор Трофимович — Герой Советского Союза.
- Молочинский, Григорий Фёдорович — Герой Советского Союза.
- Нагульян, Мартирос Карапетович (24) — Герой Советского Союза.
- Середин, Владимир Алексеевич (28) — Герой Советского Союза.
- Тихоненко, Иван Кондратьевич (26) — Герой Советского Союза.
- Яналов, Андрей Михайлович (24) — Герой Советского Союза.

## 7 апреля
- Берёза, Григорий Пантелеевич (23) — участник Великой Отечественной войны, полный кавалер ордена Славы.
- Дворский, Иван Иванович (26) — Герой Советского Союза.
- Катин, Николай Андреевич (20) — Герой Советского Союза.
- Козенков, Василий Георгиевич (22) — Герой Советского Союза.
- Козинец, Александр Лукич (20) — участник Великой Отечественной войны, полный кавалер ордена Славы.
- Тоболенко, Михаил Николаевич (22) — Герой Советского Союза.
- Тышкун, Иван Игнатьевич (20) — Герой Советского Союза.

## 8 апреля
- Адлер, Юлиус (51) — немецкий политик, член Коммунистической партии Германии, депутат Рейхстага в 1928—1933 годах, погиб в концлагере Берген-Бельзен.
- Вайнхебер, Йозеф (53) — австрийский поэт-лирик, писатель и эссеист.
- Головинский, Гай Петрович (19) — Герой Советского Союза.
- Мануйленко, Григорий Иванович — Полный кавалер Ордена Славы.
- Мирошниченко, Николай Прокофьевич (24) — Герой Советского Союза.
- Саидбеков, Амирали (24) — Герой Советского Союза.
- Слащов, Дмитрий Александрович — Герой Советского Союза.

## 9 апреля
- Бонхёффер, Дитрих — немецкий лютеранский пастор, теолог, участник антинацистского заговора.
- Джунусов, Мажит (27) — старшина Рабоче-крестьянской Красной Армии, участник Великой Отечественной войны, Герой Советского Союза.
- Домников, Василий Михайлович (26) — участник Великой Отечественной войны, Герой Советского Союза.
- Донаньи, Ганс фон (43) — немецкий юрист, участник заговора против Гитлера.
- Иванов, Пётр Игнатьевич (41) — участник Великой Отечественной войны, Герой Советского Союза.
- Канарис, Вильгельм Франц (58) — немецкий военный деятель.
- Костиков, Юрий Николаевич (17) — участник Великой Отечественной войны, Герой Советского Союза.
- Селищев, Тимофей Ильич (40) — участник Великой Отечественной войны, Герой Советского Союза.
- Халан, Ион Ефремович — полный кавалер ордена Славы.
- Хатанзейский, Андрей Гурьевич — участник Великой Отечественной войны, Герой Советского Союза.

## 10 апреля
- Аллегретти, Марио (25) — итальянский офицер, танкист, участник Движения Сопротивления в Италии во время Второй мировой войны, командир 34-й партизанской бригады, кавалер высшей награды Италии за подвиг на поле боя — золотой медали «За воинскую доблесть» (1945, посмертно); погиб в бою с немецкими войсками.
- Жиронкин, Александр Трофимович (33) — Полный кавалер Ордена Славы.
- Кабилов, Тулен — участник Великой Отечественной войны, Герой Советского Союза.
- Селиверстов, Иван Никитович (24) — участник Великой Отечественной войны, Герой Советского Союза.
- Хабеков, Умар Хамидович (23) — участник Великой Отечественной войны, Герой Советского Союза.

## 11 апреля
- Леонид Лавренюк (19) — младший лейтенант, комсорг 3-го стрелкового батальона, 475 стрелкового полка, 53 стрелковой дивизии, 7 Гвардейской армии, 2-го Украинского фронта, Герой Советского Союза.
- Александр Кудрявцев (36) — Герой Советского Союза.
- Алексей Марцинковский (29) — Герой Советского Союза.
- Иван Николаев (28) — Герой Советского Союза.

## 12 апреля
- Альтнер, Георг (43) — член Нацистской партии, бригадефюрер, командир различных штурмовых отрядов СС (1925—1931), начальник криминальной полиции Плауэна и Дортмундта (1933—1945 с перерывами); убийство или самоубийство.
- Калашников, Иван Макарович — Полный кавалер Ордена Славы.
- Постный, Алексей Владимирович (34) — Герой Советского Союза.
- Рузвельт, Франклин Делано (63) — американский президент (с 1933).

## 13 апреля
- Иван Волосатов (42) — Герой Советского Союза.
- Борис Гладков (22) — Герой Советского Союза.
- Александр Евсеев (18) — Герой Советского Союза.
- Степан Козак — Герой Советского Союза.
- Александр Космодемьянский (19) — Герой Советского Союза, брат Зои Космодемьянской.
- Александр Маслов (22) — Герой Советского Союза.
- Василий Попов (19) — Герой Советского Союза.

## 14 апреля
- Бордунов, Алексей Николаевич — участник Великой Отечественной войны, Герой Советского Союза.
- Вальтери, Бекир — албанский политический активист республиканского и фашистского движений.
- Волков, Семён Михайлович (24) — участник Великой Отечественной войны, Герой Советского Союза.
- Волошенко, Михаил Фёдорович — участник Великой Отечественной войны, Герой Советского Союза.
- Гогичаишвили, Николай Иванович (41) — участник Великой Отечественной войны, Герой Советского Союза.
- Дровник, Владимир Михайлович (21) — участник Великой Отечественной войны, Герой Советского Союза.
- Ковальский, Антон Филиппович — участник Великой Отечественной войны, Герой Советского Союза.
- Кузнецов, Николай Васильевич (23) — участник Великой Отечественной войны, Герой Советского Союза.
- Петров, Семён Иванович (30) — участник Великой Отечественной войны, Герой Советского Союза.
- Скалбе, Карлис (65) — латвийский писатель и общественный деятель.
- Спиридонов, Филипп Романович — участник Великой Отечественной войны, полный кавалер ордена Славы.
- Тромара, Кола (62) — албанский политик, националист, республиканец и антикоммунист.

## 15 апреля
- Николай Бровцев (30) — участник Великой Отечественной войны, Герой Советского Союза.
- Николай Волостнов — участник Великой Отечественной войны, Герой Советского Союза.
- Василий Лапшин (41) — участник Великой Отечественной войны, Герой Советского Союза.
- Мордовин, Павел Павлович (21) — Полный кавалер Ордена Славы.
- Герман Флорштедт (50) — партийный деятель Третьего Рейха. Комендант концлагеря Бухенвальд. Расстрелян.
- Арно Шикеданц (52) — партийный деятель Третьего Рейха.

## 16 апреля
- Бахер, Рудольф (83) — австрийский художник и пластик.
- Галецкий, Александр Демьянович (31) — участник Великой Отечественной войны, Герой Советского Союза.
- Гусейнов, Габибулла Эйнулла оглы (34) — полковник Рабоче-крестьянской Красной Армии, участник Великой Отечественной войны, Герой Советского Союза.
- Деметрашвили, Иван Гаврилович (37) — участник Великой Отечественной войны, капитан, Герой Советского Союза.
- Зайцев, Иван Степанович (18) — участник Великой Отечественной войны, Герой Советского Союза.
- Казуров, Владимир Сергеевич (21) — Полный кавалер Ордена Славы.
- Кияшко, Виктор Иванович — участник Великой Отечественной войны, Герой Советского Союза.
- Колбаса, Михаил Ефремович — участник Великой Отечественной войны, Герой Советского Союза.
- Колесников, Владимир Михайлович (30) — участник Великой Отечественной войны, Герой Советского Союза.
- Костюченко, Пётр Андреевич (28) — участник Великой Отечественной войны, Герой Советского Союза.
- Кузьминов, Иван Герасимович (29) — участник Великой Отечественной войны, Герой Советского Союза.
- Любарский, Степан Иванович (48) — генерал-лейтенант, участник Гражданской и Великой Отечественной войн.
- Мамай, Николай Васильевич — Герой Советского Союза.
- Серых, Григорий Афанасьевич (38) — Герой Советского Союза.
- Солдатов, Иван Алексеевич (22) — Герой Советского Союза.
- Соломонов, Александр Андреевич (28) — Герой Советского Союза.
- Степченко, Яков Павлович (30) — Герой Советского Союза.
- Титов, Иван Семёнович — Герой Советского Союза.
- Тихов, Анатолий Устинович — Герой Советского Союза.
- Тихомиров, Александр Васильевич — Герой Советского Союза.
- Харламов, Георгий Николаевич (39) — Герой Советского Союза.
- Шандалов, Идель Абрамович (22) — участник Великой Отечественной войны, командир роты 674-го стрелкового полка (150-я стрелковая дивизия, 3-я ударная армия, 1-й Белорусский фронт) Герой Советского Союза, старший лейтенант.
- Шмыгун, Аркадий Карпович (36) — Герой Советского Союза.
- Яковлев, Евстафий Григорьевич (30) — Герой Советского Союза.

## 17 апреля
- Баранов, Василий Андреевич (31) — Герой Советского Союза.
- Бортник, Роман Иосифович (36) — советский военный деятель. Участник боев у озера Хасан и Великой Отечественной войны. Герой Советского Союза.
- Воронин, Михаил Ильич — Герой Советского Союза.
- Гайфуллин, Абдрахман Зайнуллович (36) — Герой Советского Союза.
- Гуров, Юрий Сергеевич (20) — Герой Советского Союза.
- Ерин, Павел Константинович — Герой Советского Союза.
- Ермаков, Александр Семёнович (23) — Герой Советского Союза.
- Картошкин, Аркадий Николаевич (19) — Герой Советского Союза.
- Марченко, Владимир Никитович (28) — Герой Советского Союза.
- Марченко, Фёдор Илларионович (25) — Герой Советского Союза.
- Никитин, Александр Семёнович (31) — Герой Советского Союза.
- Петров, Михаил Тимофеевич (34) — Герой Советского Союза.
- Сергиенко, Николай Егорович — Герой Советского Союза.
- Сидоров, Александр Иванович — Герой Советского Союза.
- Сорокин, Григорий Михайлович (30) — Герой Советского Союза.
- Тытарь, Владимир Маркович (20) — Герой Советского Союза.
- Хохряков, Семён Васильевич (29) — Герой Советского Союза.
- Федотов, Алексей Сергеевич (28) — Герой Советского Союза.
- Фролов, Николай Никифорович (32) — Герой Советского Союза.

## 18 апреля
- Быков, Николай Владимирович (35) — советский оператор документального кино.
- Васин, Александр Григорьевич — Герой Советского Союза.
- Вильгельм Вид (69) — Князь Албании (1914)
- Горбунов, Владимир Иванович — Герой Советского Союза.
- Гучёк, Пётр Иосифович (22) — Герой Советского Союза.
- Елин, Георгий Константинович — Полный кавалер Ордена Славы.
- Золотин, Василий Фёдорович (20) — Полный кавалер Ордена Славы.
- Кабанов, Василий Григорьевич (37) — Герой Советского Союза.
- Кошекбаев, Смагул (40) — казахский композитор, домбрист.
- Ландик, Иван Иванович (26) — Герой Советского Союза.
- Макаров, Василий Иосифович (38) — Герой Советского Союза.
- Маньшин, Василий Петрович (20) — Полный кавалер ордена Славы.
- Полюсук, Натан Михайлович (23) — Герой Советского Союза.
- Романов, Пётр Иванович (26) — Герой Советского Союза.
- Саяпин, Емельян Петрович (22) — Герой Советского Союза.
- Ткаченко, Иван Филиппович (29) — начальник разведки 3-го артиллерийского дивизиона 22-го гвардейского артиллерийского Евпаторийского Краснознамённого полка 3-й гвардейской стрелковой Волновахской дивизии 2-й гвардейской армии 3-го Белорусского фронта, гвардии лейтенант. Герой Советского Союза.
- Цыцаркин, Александр Николаевич (21) — Герой Советского Союза.
- Шамгулов, Фаттах Гафурьянович (23) — Герой Советского Союза.
- Шумилихин, Иван Михайлович (30) — Герой Советского Союза.
- Флеминг, Джон Амброз (95) — английский учёный, член Лондонского королевского общества.

## 19 апреля
- Авеличев, Иван Тихонович (33) — командир взвода управления батареи 199-го гвардейского артиллерийского полка 94-й гвардейской стрелковой дивизии 5-й ударной армии 1-го Белорусского фронта, Герой Советского Союза (1945); погиб в бою.
- Аубакиров, Манаф Аубакирович (19) — командир орудийного расчёта 375-го отдельного истребительно-противотанкового дивизиона (312-я стрелковая дивизия, 69-я армия, 1-й Белорусский фронт), старший сержант, Полный Кавалер ордена Славы.
- Данилов, Михаил Иванович (29) — Герой Советского Союза.
- Зонов, Михаил Максимович (33) — Герой Советского Союза.
- Зотов, Пётр Николаевич — участник Великой Отечественной войны, командир стрелкового отделения 1270-й стрелкового полка 385-й стрелковой дивизии 49-й армии 2-го Белорусского фронта, гвардии младший сержант.
- Кидалов, Фёдор Николаевич (20) — Герой Советского Союза.
- Максимов, Владимир Константинович (45) — Герой Советского Союза.
- Пащенко, Анисим Павлович (31) — Герой Советского Союза.
- Пряженников, Александр Павлович (22) — Герой Советского Союза.
- Степаненко, Пётр Игнатьевич (29) — Герой Советского Союза.
- Филимонов, Пётр Ивлевич (22) — Герой Советского Союза.
- Целио, Георгий Кузьмич (36) — Герой Советского Союза.
- Цуцкиридзе, Константин Захарович — Герой Советского Союза.
- Шумелёв, Александр Прокопьевич (31) — Герой Советского Союза.

## 20 апреля
- Воинков, Александр Михайлович (24) — советский военачальник.
- Вьюшков, Алексей Михайлович (33) — Герой Советского Союза.
- Гончар, Иван Алексеевич (23) — Герой Советского Союза.
- Гончаров, Иван Тимофеевич (23) — Герой Советского Союза.
- Громыхалин, Николай Родионович (26) — Герой Советского Союза.
- Колесников, Александр Леонтьевич (23) — лётчик-истребитель 209-го отдельного корректировочно-разведывательного авиационного полка 4-й воздушной армии 2-го Белорусского фронта, совершивший последний воздушный таран во Второй мировой войне.
- Макаров, Георгий Васильевич — Герой Советского Союза.
- Малых, Евгений Васильевич (20) — Герой Советского Союза.
- Меньшиков, Анатолий Андреевич (34) — Герой Советского Союза.
- Семейко, Николай Илларионович (22) — советский лётчик, гвардии капитан, дважды Герой Советского Союза.
- Устименко, Степан Яковлевич (27) — Герой Советского Союза.
- Хольц, Карл (49) — немецкий военный и государственный деятель Третьего Рейха. Группенфюрер СА.
- Шкиль, Василий Фёдорович (25) — Герой Советского Союза.

## 21 апреля
- Бабаян, Амаяк Григорьевич (43) — участник Великой Отечественной войны, Герой Советского Союза.
- Баранов, Иван Егорович (25) — участник Великой Отечественной войны, Герой Советского Союза.
- Булычев, Виктор Алексеевич — участник Великой Отечественной войны, Герой Советского Союза.
- Гавва, Иван Степанович (27) — участник Великой Отечественной войны, Герой Советского Союза.
- Горбунков, Григорий Фёдорович — участник Великой Отечественной войны, Герой Советского Союза.
- Жарчинский, Фёдор Иванович (31) — участник Великой Отечественной войны, Герой Советского Союза.
- Луста, Пётр Васильевич (31) — майор Рабоче-крестьянской Красной Армии, участник Великой Отечественной войны, Герой Советского Союза.
- Модель, Вальтер (54) — генерал-фельдмаршал Германии.
- Панов, Павел Григорьевич (25) — участник Великой Отечественной войны, Герой Советского Союза.
- Петров, Евгений Андреевич (35) — участник Великой Отечественной войны, Герой Советского Союза.
- Путейко, Михаил Константинович (31) — советский военачальник, генерал-майор.
- Шумаков, Георгий Евгеньевич (21) — участник Великой Отечественной войны, Герой Советского Союза.

## 22 апреля
- Аипов, Махмут Ильячевич (24) —  красноармеец 8-й роты 990-го стрелкового полка, Герой Советского Союза (1945, посмертно), погиб в бою..
- Алёхин, Евгений Степанович (51) — советский военачальник, генерал-майор, командир 27-го гвардейского стрелкового корпуса; погиб от ран полученных при авиационном ударе.
- Вашкевич, Александр Александрович (43) — Герой Советского Союза.
- Гавриков, Владимир Алексеевич (22) — Герой Советского Союза.
- Гурьев, Степан Савельевич (42) — Герой Советского Союза.
- Киргетов, Исаак Ананьевич (41) — Герой Советского Союза.
- Кобылянский, Иван Александрович (23) — Герой Советского Союза.
- Лопатин, Анатолий Алексеевич — Герой Советского Союза.
- Петрачков, Павел Иванович (27) — Герой Советского Союза.
- Плысенко, Артём Михайлович — Герой Советского Союза.
- Поляков, Павел Яковлевич (23) — Герой Советского Союза.
- Сибиряков, Алексей Порфирьевич (38) — Герой Советского Союза.
- Сотенский, Владимир Николаевич (46) — советский военный деятель.
- Талалаев, Василий Иванович (26) — Герой Советского Союза.
- Тарасевич, Константин Михайлович (23) — Герой Советского Союза.
- Шарипов, Иргаш Касымович (32) — Герой Советского Союза.

## 23 апреля
- Алиев, Мастан Астан оглы — помощник командира стрелкового взвода 487-го стрелкового полка 143-й стрелковой дивизии 47-й армии 1-го Белорусского фронта, старшина, Герой Советского Союза (1945, посмертно); погиб в бою.
- Георгий Дудников — Герой Советского Союза.
- Константин Дунаевский (22) — Герой Советского Союза.
- Николай Дякин (40) — Герой Советского Союза.
- Владимир Жуков (22) — Герой Советского Союза.
- Василий Иванов (22) — Герой Советского Союза.
- Николай Иванов — Герой Советского Союза.
- Максим Козырь (54) — Герой Советского Союза.
- Плис Нурпеисов — Герой Советского Союза.
- Иван Отмахов (21) — Герой Советского Союза.
- Иван Решетник (20) — Герой Советского Союза.
- Павел Рудаков — Герой Советского Союза.
- Виктор Сажинов (20) — Герой Советского Союза.
- Пётр Сихно (24) — Герой Советского Союза.
- Михаил Сотников (27) — Герой Советского Союза.
- Николай Тарасов (29) — Герой Советского Союза.
- Николай Шелихов (24) — Герой Советского Союза.

## 24 апреля
- Блажевич, Иван Иванович (42) — советский военный деятель, генерал-майор. Герой Советского Союза.
- Бумагин, Иосиф Романович (37) — участник Великой Отечественной войны, командир пулемётного взвода 396-го стрелкового полка 135-й стрелковой дивизии 6-й армии 1-го Украинского фронта, Герой Советского Союза, лейтенант.
- Вавилин, Сергей Михайлович — Полный кавалер ордена Славы.
- Вальков, Василий Матвеевич (26) — советский военный деятель. Участник Великой Отечественной войны. Герой Советского Союза.
- Волощук, Константин Никитович (29) — Герой Советского Союза.
- Костин, Иван Дмитриевич — Герой Советского Союза.
- Лысенко, Борис Петрович — Герой Советского Союза.
- Масагудов, Минахан Масгутович — Полный кавалер Ордена Славы.
- Магомаев, Магомет Муслимович — советский азербайджанский театральный художник.
- Оберемченко, Николай Васильевич (35) — Герой Советского Союза.
- Пашков, Александр Павлович (24) — Герой Советского Союза.
- Самофалов, Александр Егорович (18) — Герой Советского Союза.
- Старых, Алексей Алексеевич (42) — Герой Советского Союза.
- Филиппов, Николай Антонович — Герой Советского Союза.
- Черинов, Владимир Васильевич — Герой Советского Союза.

## 25 апреля
- Баранов, Николай Артёмович (18) — Герой Советского Союза.
- Бородин, Иван Фёдорович — Герой Советского Союза.
- Громов, Пантелей Гаврилович (34) — Герой Советского Союза.
- Дудка, Лука Минович (36) — Герой Советского Союза.
- Корнеев, Иван Александрович (37) — Герой Советского Союза.
- Манита, Архип Самойлович (22) — Герой Советского Союза.
- Марков, Николай Евгеньевич (79) — русский политик правых взглядов и публицист.
- Михайлюк, Емельян Иосифович (25) — Герой Советского Союза.
- Пинчук, Тимофей Зиновьевич (26) — Герой Советского Союза.
- Семенов, Дмитрий Иванович — Герой Советского Союза.
- Сергеев, Михаил Афанасьевич — Полный кавалер Ордена Славы.

## 26 апреля
- Альбрехт, Константин Фёдорович (54) — русский военный лётчик, военный инженер, один из первых русских танкистов, участник Первой мировой и Гражданской войны, поручик РИА, капитан Белой армии, артист во Франции (псевдоним — Константин Фоск).
- Болсуновский, Павел Филиппович (29) — советский военный деятель. Участник Великой Отечественной войны. Герой Советского Союза.
- Букоткин, Ефим Егорович — Герой Советского Союза.
- Вальков, Сергей Александрович (20) — Полный кавалер Ордена Славы.
- Гаврилов, Иван Васильевич (45) — Герой Советского Союза.
- Гриценко, Ефим Дмитриевич (36) — Герой Советского Союза.
- Давыдов, Иван Васильевич (51) — советский военачальник, Герой Советского Союза.
- Дадаев, Степан Павлович (42) — Герой Советского Союза.
- Денисенко, Владимир Гурьевич (25) — Герой Советского Союза.
- Колодников, Александр Иосифович (25) — Герой Советского Союза.
- Лактионов, Пётр Ефимович (45) — Герой Советского Союза.
- Лапшёв, Анатолий Алексеевич (20) — Герой Советского Союза.
- Миронов, Павел Андреевич (23) — Герой Советского Союза.
- Михеев, Николай Александрович (45) — Герой Советского Союза.
- Некрасов, Леопольд Борисович (21) — Герой Советского Союза.
- Пундиков, Василий Петрович (21) — Герой Советского Союза.
- Романенков, Николай Титович (26) — Герой Советского Союза.
- Рашер, Зигмунд (36) — немецкий медик, сотрудник Аненербе, врач в концентрационном лагере Дахау.
- Саблин, Пётр Дмитриевич (30) — Герой Советского Союза.
- Скоропадский, Павел Петрович (71) — российский генерал, украинский военный и политический деятель.
- Соров, Иван Васильевич — Полный кавалер Ордена Славы.
- Сударев, Аркадий Викторович (20) — Герой Советского Союза.
- Ульянов, Сергей Николаевич — Герой Советского Союза.
- Унгаров, Алкар Джангелович — Полный кавалер ордена Славы.
- Щербинин, Федот Алексеевич (35) — Герой Советского Союза.
- Эсаулко, Григорий Григорьевич (21) — Герой Советского Союза.

## 27 апреля
- Атаев, Мухаммед (37) — Герой Советского Союза.
- Гриценко, Пётр Трофимович (37) — Герой Советского Союза.
- Жанаев, Дарма Жанаевич (37) — Герой Советского Союза.
- Жучков, Порфирий Иванович — Герой Советского Союза.
- Подгорбунский, Леонид Яковлевич — Герой Советского Союза.
- Якунин, Алексей Тимофеевич (27) — Герой Советского Союза.

## 28 апреля
- Белоусько, Иван Васильевич — старший лейтенант Рабоче-крестьянской Красной Армии, участник Великой Отечественной войны, Герой Советского Союза.
- Геращенко, Иван Абрамович — участник Великой Отечественной войны, Герой Советского Союза.
- Ерофеев, Алексей Васильевич (21) — участник Великой Отечественной войны, Герой Советского Союза.
- Жуков, Михаил Александрович (35) — полный кавалер ордена Славы.
- Кончин, Александр Алексеевич — участник Великой Отечественной войны, Герой Советского Союза.
- Меццасома, Фернандо (37) — итальянский государственный и политический деятель. Министр народной культуры Итальянской Социальной Республики.
- Муссолини, Бенито (61) — итальянский политический деятель, лидер фашистской партии, диктатор («дуче») (1922—1945).
- Орлов, Александр Григорьевич (44) — советский военачальник, вице-адмирал.
- Петаччи, Клара — итальянская аристократка, последняя любовница Бенито Муссолини. Убита вместе с ним.
- Романов, Александр Дмитриевич (23) — участник Великой Отечественной войны, Герой Советского Союза.
- Сергеев, Пётр Егорович — участник Великой Отечественной войны, Герой Советского Союза.
- Книспель, Курт (23) — немецкий танкист-ас времён Второй мировой войны.
- Трофимов, Иван Андреевич (20) — участник Великой Отечественной войны, Герой Советского Союза.
- Урзля, Владимир Матвеевич (29) — участник Великой Отечественной войны, Герой Советского Союза.
- Шконда, Дмитрий Кириллович (18) — участник Великой Отечественной войны, Герой Советского Союза.

## 29 апреля
- Дякин, Михаил Васильевич (30) — участник Великой Отечественной войны, Герой Советского Союза.
- Зубарев, Василий Денисович — старший сержант Рабоче-крестьянской Красной Армии, участник Великой Отечественной войны, Герой Советского Союза.
- Канунников, Василий Петрович — участник Великой Отечественной войны, Герой Советского Союза.
- Лукьянович, Трифон Андреевич — спасший немецкую девочку во время боёв в Берлине.
- Моисеенко, Василий Тарасович — участник Великой Отечественной войны, Герой Советского Союза.
- Печерский, Михаил Фёдорович — участник Великой Отечественной войны, Герой Советского Союза.
- Родыгин, Пётр Андреевич (22) — участник Великой Отечественной войны, Герой Советского Союза.
- Стараче, Акилле — итальянский политик-фашист.
- Темник, Абрам Матвеевич (37) — участник Великой Отечественной войны, командир 1-й гвардейской танковой бригады 8-го гвардейского механизированного корпуса 1-й гвардейской танковой армии 1-го Белорусского фронта, Герой Советского Союза, гвардии полковник.
- Титов, Фёдор Фролович — участник Великой Отечественной войны, Герой Советского Союза.
- Фадеев, Василий Григорьевич (23) — полный кавалер ордена Славы.
- Фегелейн, Герман (38) — группенфюрер СС.
- Хоптяр, Степан Иванович (24) — участник Великой Отечественной войны, Герой Советского Союза.
- Шендриков, Николай Степанович (23) — участник Великой Отечественной войны, Герой Советского Союза.
- Шкурко, Макар Иванович (30) — участник Великой Отечественной войны, Герой Советского Союза.
- Ягов, Дитрих фон (63) — немецкий государственный и политический деятель. Обергруппенфюрер СА. Самоубийство.

## 30 апреля
- Гитлер, Адольф (56) — фюрер нацистской партии Германии, канцлер Германского Рейха; самоубийство.
- Антипенко, Иосиф Степанович — Герой Советского Союза.
- Безголосов, Виталий Мефодьевич (24) — Герой Советского Союза.
- Белоусов, Виталий Фёдорович (24) — Герой Советского Союза.
- Борисов, Михаил Павлович — Герой Советского Союза.
- Браун, Ева Анна Паула (33) — жена Адольфа Гитлера (поженились накануне самоубийства).
- Ватагин, Алексей Михайлович (32) — Герой Советского Союза.
- Волков, Павел Семёнович — Герой Советского Союза.
- Глазов, Иван Матвеевич (25) — Герой Советского Союза.
- Жолоб, Владимир Степанович (29) — гвардии майор, заместитель командира 259 отдельного танкового Черкасского Краснознаменного орденов Кутузова и Богдана Хмельницкого полка по строевой части.
- Зеленюк, Иосиф Павлович (30) — Герой Советского Союза.
- Княжев, Александр Яковлевич (35) — Полный кавалер ордена Славы.
- Милашин, Константин Иванович (30) — Герой Советского Союза.
- Мещеряков, Иван Илларионович (32) — Полный кавалер Ордена Славы.
- Паршин, Николай Иванович (21) — Герой Советского Союза.
- Сольц, Арон Александрович (73) — старый большевик.
- Ташкин, Михаил Александрович (27) — Герой Советского Союза.
- Штейфон, Борис Александрович (63) — русский генерал, видный деятель Белого движения на Юге России.